# Championnat d'Arménie de football 2003
Navigation
Saison précédente Saison suivante
La saison 2003 du Championnat d'Arménie de football était la 12e édition de la première division arménienne, la Premier-Liga. Les huit meilleurs clubs du pays sont réunis au sein d'une poule unique où ils s'affrontent quatre fois au cours de la saison, deux fois à domicile et deux fois à l'extérieur. À la fin de la saison, le dernier du classement est relégué en Second-Liga, la deuxième division arménienne.
Le Pyunik Erevan, double tenant du titre, remporte à nouveau le championnat en terminant -invaincu- en tête du classement, avec 8 points d'avance sur le Banants Erevan et 21 sur le Shirak FC Giumri. Il s'agit du 6e titre de champion d'Arménie de l'histoire du Pyunik.
Une nouvelle fois, beaucoup d'événements vont perturber l'intersaison. D'abord, le Zvartnots Erevan et le champion de deuxième division, le FC Armavir, ne payent pas la taxe de participation au championnat et sont donc contraints de déclarer forfait. Les clubs du Banants Erevan et du Spartak Erevan fusionnent ce qui porte le nombre de participants à 9, et oblige la fédération à autoriser la promotion du vice-champion de Second-Liga, le club d'Araks Ararat. Enfin, un autre événement va encore réduire le nombre de clubs engagés cette saison. Le club d'Ararat Erevan refuse de libérer ses joueurs pour le match amical de l'équipe nationale arménienne face à Israël, en février 2003, en raison des craintes pour la sécurité de ses joueurs. Par conséquent, le club est exclu et entraîne également le retrait du Lernagorts Kapan, qui avait le même sponsor que l'Ararat Erevan. Il ne reste donc plus que 8 clubs et le championnat change donc de formule (28 journées avec les clubs qui se rencontrent 4 fois).

## Clubs participants
| - Banants Erevan - Lernagorts Kapan - Dinamo-2000 Erevan - Araks Ararat - Repêché de Second Liga | - Kotayk Abovian - Shirak FC Giumri - Mika Ashtarak - Pyunik Erevan |

## Compétition
Le barème de points servant à établir le classement se décompose ainsi :
- Victoire : 3 points
- Match nul : 1 point
- Défaite : 0 point

### Classement
| Rang | Équipe             | Pts | J  | G  | N | P  | Bp | Bc | Diff |
| ---- | ------------------ | --- | -- | -- | - | -- | -- | -- | ---- |
| 1    | Pyunik Erevan T    | 74  | 28 | 23 | 5 | 0  | 87 | 11 | +76  |
| 2    | Banants Erevan     | 66  | 28 | 21 | 3 | 4  | 89 | 15 | +74  |
| 3    | Shirak FC Giumri   | 53  | 28 | 17 | 2 | 9  | 63 | 34 | +29  |
| 4    | Mika Ashtarak C    | 51  | 28 | 15 | 6 | 7  | 49 | 29 | +20  |
| 5    | Kotayk Abovian     | 31  | 28 | 8  | 7 | 13 | 29 | 56 | -27  |
| 6    | Dinamo-2000 Erevan | 19  | 28 | 5  | 4 | 19 | 18 | 69 | -51  |
| 7    | Lernagorts Kapan   | 15  | 28 | 3  | 6 | 19 | 20 | 72 | -52  |
| 8    | Araks Ararat P     | 9   | 28 | 2  | 3 | 23 | 17 | 86 | -69  |

|  | Qualification pour la Ligue des champions 2004-2005                        |
|  | Qualification pour la Coupe UEFA 2004-2005                                 |
|  | Qualification pour la Coupe UEFA 2003-2004                                 |
|  | Relégation directe en Second-Liga                                          |
|  | T Tenant du titre C Vainqueur de la Coupe d'Arménie P Promu de Second-Liga |

## Bilan de la saison
| Championnat d'Arménie de football 2003 |                          |
| Champion                               | Pyunik Erevan (6e titre) |
| Coupes et trophées                     |                          |
| Vainqueur de la Coupe d'Arménie 2003   | Mika Ashtarak            |
| Qualifications continentales           |                          |
| Ligue des champions 2004-2005          | Pyunik Erevan            |
| Coupe UEFA 2003-2004                   | Banants Erevan           |
| Coupe UEFA 2004-2005                   | Shirak FC Giumri         |
| Promotions et relégations              |                          |
| Promus en Premier-Liga                 | Kilikia Erevan           |
| Relégués en Second-Liga                | Araks Ararat             |